# North-Pacific-Airlines-Flug 2415
Der North-Pacific-Airlines-Flug 2415 (Funkrufzeichen: SUNDANCE 415) war ein regionaler Inlandslinienflug der North Pacific Airlines im Namen der United Express. Der Flug sollte innerhalb des Bundesstaats Washington von Seattle nach Pasco führen, wobei ein planmäßiger Zwischenstopp in Yakima vorgesehen war. Kurz vor dem Zielflughafen stürzte die auf dem Flug eingesetzte British Aerospace Jetstream 3101 ab, wobei alle 6 Personen an Bord getötet wurden.

## Maschine
Die Maschine war eine British Aerospace Jetstream 3101, die im Oktober 1987 im Werk von British Aerospace im Vereinigten Königreich gebaut worden war und die Werknummer 776 trug. Sie war mit 19 Passagiersitzplätzen und 2 Pilotensitzen ausgerüstet. Das zweimotorige Kurzstreckenflugzeug war mit zwei Turboproptriebwerken des Typs Garrett TPE331-10UG-514H ausgestattet. Bis zum Unfall hatte die Maschine eine Gesamtbetriebsleistung von 4.998,7 Betriebsstunden absolviert, auf die 7.011 Starts und Landungen entfielen. Die Maschine verfügte weder über ein Ground Proximity Warning System noch über einen Flugdatenschreiber oder Cockpit Voice Recorder.

## Passagiere und Besatzung
Den Flugabschnitt von Yakima nach Pasco hatten vier Passagiere angetreten. Es befand sich eine zweiköpfige Besatzung an Bord der Maschine, bestehend aus einem Flugkapitän und einem Ersten Offizier. Auf dem Regionalflug waren keine Flugbegleiter vorgesehen.
- Der 38-jährige Flugkapitän Barry W. Roberts (* 21. September 1951) gehörte seit dem 13. Februar 1989 der North Pacific Airlines an. Er verfügte über 6.600 Stunden Flugerfahrung, wovon er 670 mit der Jetstream absolviert hatte.
- Der 25-jährige Erste Offizier Douglas K. McInroe (* 12. April 1964) gehörte der Fluggesellschaft seit dem 28. August 1989 an. Er verfügte über 2.792 Stunden Flugerfahrung, von denen er 213 im Cockpit der Jetstream abgeleistet hatte.

## Unfallhergang
Die Maschine befand sich auf einem regionalen Linienflug von Seattle nach Pasco mit einem Zwischenstopp in Yakima. Der Start erfolgte um 20:45 Uhr Ortszeit. Im Anflug auf Yakima durchflog die Maschine eine Wetterzone mit Vereisungsbedingungen. Nach der Zwischenlandung beobachtete eine Bodenbedienstete, wie der Erste Offizier gemeinsam mit einem anderen, außer Dienst befindlichen Ersten Offizier per Hand Eis von der Maschine abklopfte. Sie fragte daraufhin den Flugkapitän, ob dieser eine Flugzeugenteisung wünsche, was Roberts jedoch ablehnte. Sie fragte außerdem, ob zumindest das Leitwerk enteist werden solle, da die beiden Ersten Offiziere dieses vom Boden unmöglich erreichen konnten, doch der Flugkapitän lehnte auch dieses Angebot ab. Die Bodenbedienstete gab später zu Protokoll, dass sie normalerweise nicht mit Nachdruck Flugzeugenteisungen anbiete, aber dass in diesem Fall die Ausrüstung bereitstand und sie sich hilfsbereit zeigen wollte. Die Maschine war die einzige, die an diesem Abend vom Flughafen in Yakima abflog, ohne vorher enteist zu werden.
Um 21:59 Uhr teilte die Flugsicherung von Yakima mit, dass der Flugbetrieb am Flughafen wetterbedingt eingestellt werde. Dessen ungeachtet kontaktierte die Besatzung eine Minute später die Flugsicherung und erhielt eine Rollfreigabe zur Startbahn 27. Die Flugsicherung warnte vor leichten bis mäßigen Vereisungsbedingungen in Höhen von 4.000 bis 18.000 Fuß. Die Besatzung der Jetstream bestätigte den Erhalt dieser Wetterwarnung. Der Start erfolgte um 22:01 Uhr. Die Maschine stieg nach dem Start zunächst auf eine Flughöhe von 11.000 Fuß. Um 22:26 Uhr wurde die Freigabe zum Anflug im Instrumentenflug auf die Landebahn 21R in Pasco erteilt. Während des Fluges meldete die Besatzung keinerlei Schwierigkeiten. Als sich die Maschine um 22:30 Uhr im Anflug auf Pasco befand, fiel dem diensthabenden Fluglotsen auf, dass diese in einer größeren Höhe flog als üblich und auch schneller sank als üblich. Er beobachtete weiter, wie die Jetstream sank, bis diese 400 Fuß (ca. 122 Meter) vor der Landebahn aufschlug und dabei völlig zerstört wurde. Er alarmierte daraufhin die Flughafenfeuerwehr, die um 22:34 Uhr an der Absturzstelle eintraf, jedoch keine Überlebenden mehr vorfinden konnte. 

## Ursache
Das National Transportation Safety Board (NTSB) untersuchte den Zwischenfall. Am 4. November 1991 veröffentlichte das NTSB den Abschlussbericht zu dem Absturz. Die Ermittler stellten fest, dass die Maschine im Anflug auf Pasco deutlich über dem Gleitpfad des Instrumentenlandesystems geflogen war. Ausgehend von der letzten aufgezeichneten Position der Maschine stellten die Ermittler fest, dass die Jetstream einen Gleitpfad von 7 Grad hätte fliegen müssen, um die Landebahnschwelle zu erreichen. Dies war mehr als das Doppelte des Gleitpfadwinkels für einen ILS-Anflug und hätte eine hohe Sinkgeschwindigkeit von 2.000 bis 3.000 Fuß pro Minute erfordert. Die Ermittler kamen außerdem zu der Einschätzung, dass sich während des Fluges wahrscheinlich Eis auf den Tragflächen des Flugzeugs angesammelt hatte, das ein höheres Risiko für einen Strömungsabriss bei niedrigen Geschwindigkeiten zur Folge gehabt hätte. Laut Radardaten hatte sich die Fluggeschwindigkeit im Sinkflug auf 110 Knoten verringert. Die Kombination aus einem übermäßig steilen Sinkwinkel, einer niedrigen Fluggeschwindigkeit und einer Vereisung habe wahrscheinlich zu einem Strömungsabriss am Leitwerk und einem Kontrollverlust geführt. Zu dem Unfall beigetragen hätten zudem vom Fluglotsen übermittelte fehlerhafte Vektoren, durch die die Maschine innerhalb des Outer Markers positioniert erschien, obwohl sie sich noch weit oberhalb des normalen Gleitpfades befand.